# Dömény Sándor
Dömény Sándor (Békés, 1791. november 26. – 1850 után) ügyvéd, zeneszerző

## Élete
Szülei Dömény János és Czira Katalin. Iskoláit Debrecenben végezte, ahol magánszorgalomból a jogot is megtanulta. 1816-ban Pestre ment, ahol báró Podmaniczky József titkára volt. Az ügyvédség mellett a zenében is kiképezte magát, melyben Malovetzky és Becker voltak mesterei; nemsokára mint keresett zongoraművész igen jó hírnévre tett szert. Ez időben zongora-tanulmányokat szerzett, melyeket később két kötetben ki is adott; az 1830-as években zeneiskolát nyitott a fővárosban, mely az első zeneiskolák egyike volt, és amelyben Joachim József, a híres hegedűművész is tanult. 1830-ban kiadta a tőle átdolgozott református hitfelekezeti karénekeket.

## Munkái
- Utmutatás a klavir vagy fortepiano helyes játszására. Bécs, 1826.[5] Két kötet. (Malovetzky Jánossal. Németül: Lipcse, 1827.) „Az első munka, melly magyar nyelven a 3 musikai jó előadásra, rövid, és tzélerányos útmutatást ád.”
- Zsoltárok és dicséretek, orgonára alkalmazott énekes-könyv. Pest, 1830. (Eredeti címe: Karénekes-könyv, mellyet á' Helvetziai Vallastételt tartók közhasznokra, négy Knekszóra,'s Orgonára kidolgozott, és kiadott Dümény Sándor, A' Szerző tulajdona, Pesten. 1830. Angezeigt von G. W. Fink.)[6]

## Publikációi
- Dömény Sándor (1831). „Az ízlés. Levél egy hangművészhez. - Rochlitz Fridriktől. (Bérekesztés) Allgemeine mu'sikalische Zeitung. Leipzig den 3ten Aug. 1831. Nro 31.”. Tudományos Gyűjtemény 15. (10.), 112–121.. o. (Hozzáférés: 2016. május 15.)
- Dömény Sándor (ford.) (1838). „A' szólamról és beszédről. (Eredetije: Handbuch der Physiologie des Menschen für Vorlesungen von Dr. Joh. Müller... Zweiten Bandes 1-te Abtheilung - der speciellen Physiologie Viertes Buch.”. Tudományos Gyűjtemény 22. (4.), 120–127.. o. (Hozzáférés: 2016. május 15.) Folytatásai a folyóirat 5–12. számaiban.